# Sardine
Die Sardine (Sardina pilchardus), auch Atlantische oder Europäische Sardine genannt, ist die einzige Art der Gattung Sardina in der Familie Alosidae. Sie ist ein bedeutender Speisefisch. Ihr Vorkommen erstreckt sich vom nordöstlichen Atlantik und der Nordsee bis zum Senegal. Im Mittelmeer ist sie im Westen häufiger als im Osten, Vorkommen finden sich ebenfalls im Marmarameer und im Schwarzen Meer.

## Merkmale
Sardinen werden bis zu 27,5 Zentimeter lang. Der Körper ist annähernd zylindrisch mit abgerundetem Bauch. Jungtiere sind seitlich stärker abgeflacht. Der Kiemendeckel weist in der unteren Hälfte drei bis fünf nahezu senkrecht verlaufende Riefen auf, der hintere Rand der Kiemenöffnung ist glatt gerundet. Die Maulspalte endet vor dem Hinterrand des Auges. Die Rückenflosse weist 13 bis 21 Weichstrahlen auf, die Afterflosse 12 bis 23, von denen die letzten beiden verlängert sind. Der Bauchflossenansatz liegt hinter dem Rückenflossenansatz.

## Lebensweise
Sardinen besiedeln flache, offene Wasserbereiche in Küstennähe. Sie bilden große Schwärme, die sich tagsüber meist in Tiefen von etwa 25 bis 100 Metern aufhalten und nachts auf 10 bis 35 Meter steigen. Im Sommer wandern Sardinen nach Norden, im Winter südwärts. Dabei versammeln sie sich in großen Schwärmen, umringt von ihren Fressfeinden, den Sandtigerhaien, Delfinen und Walen. Tölpel und andere Seevögel greifen die Schwärme von oben an. Sardinen ernähren sich von Zooplankton, vor allem Fischeiern, Larven sowie kleinen Krebstieren.
Die Geschlechtsreife erreichen sie mit etwa zwei Jahren und einer Länge von etwa 13 bis 14 Zentimetern. Die Laichzeiten variieren: Vor der Küste Portugals laichen die Fische von Februar bis April, im Ärmelkanal im April, in der Nordsee von Juni bis August und im Mittelmeer von September bis Mai ab. Die 50.000 bis 60.000, etwa 1,5 mm großen Eier werden in Gruppen in Küstennähe oder im offenen Wasser abgelegt. Die Larven schlüpfen nach zwei bis vier Tagen und sind dann etwa 4 mm lang. Das Höchstalter wird auf 15 Jahre geschätzt.

## Nutzung

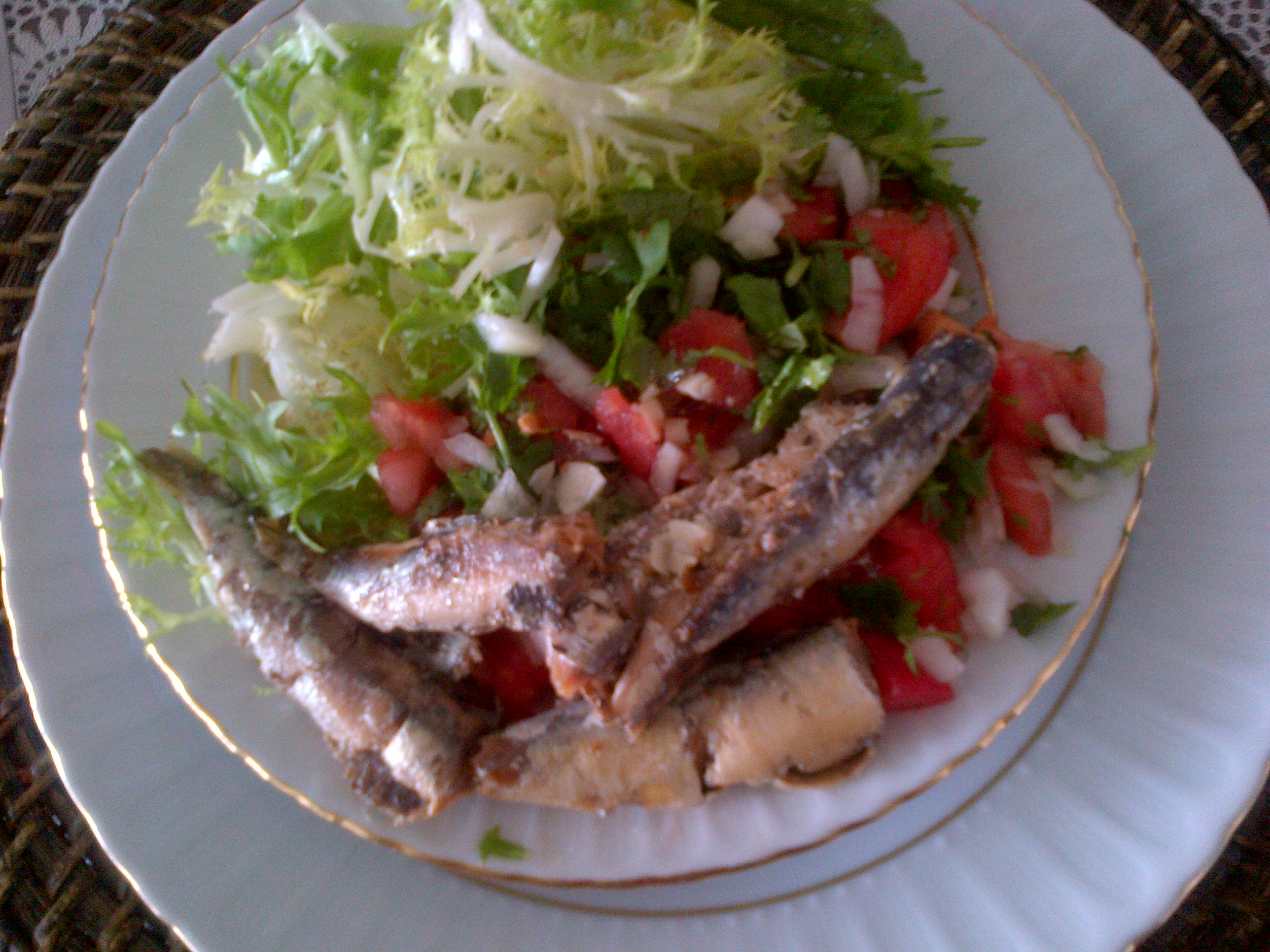
Salatteller mit Sardinen und Endivie.

Sardinen sind Speisefische und werden mit Ringwaden und Treibnetzen gefangen. Das Fleisch hat einen Fettanteil von 5,2 Prozent. Die in Deutschland bekannteste Zubereitungsform ist das Einlegen in Öl („Ölsardine“).  Die hierfür verwendeten Sardinen sind den Dosen entsprechend klein. In Portugal und Spanien wird die Zubereitung auf dem Grill bevorzugt, solche sind eher 20 cm lang.